# Estadio Kerkyra
El estadio Kerkyra es un estadio multiusos ubicado en la ciudad de Corfú (Kerkyra), Grecia. En la actualidad se utiliza sobre todo para los partidos de fútbol del equipo Kerkyra, que participa en la Superliga de Grecia. El estadio tiene capacidad para 2685 personas y fue construido en 1961.

## Instalaciones
Cuenta con dos gradas a lo largo del campo, una más grande al oeste y una más pequeña en el este. La grada más pequeña fue construida en 1973. 
En 2003 se instalaron nuevas torres de iluminación, mientras que el incremento de la capacidad de asientos del estadio fue terminada en el año 2005. En 2007, se construyó el techo que cubre actualmente el estadio. Después de muchos años de retraso, una nueva grada norte se está construyendo, cuando la construcción se acabe su capacidad total se espera que alcance 4000. Las obras terminarán en 2012.
El estadio es propiedad de la Secretaría General de Deportes.